# Александровский (Кулажское сельское поселение)
Александровский — посёлок в Суражском районе Брянской области России. Входит в состав Кулажского сельского поселения.

## География
Посёлок находится в северо-западной части Брянской области, в зоне хвойно-широколиственных лесов, в пределах части Приднепровской низменности, к востоку от автодороги 15К-2702, на расстоянии примерно 10 километров (по прямой) к юго-востоку от города Суража, административного центра района. Абсолютная высота — 185 метров над уровнем моря.

### Климат
Климат характеризуется как умеренно континентальный с достаточным увлажнением, тёплым летом и умеренно холодной зимой. Среднегодовая многолетняя температура воздуха составляет 5,4 °С. Средняя температура воздуха самого тёплого месяца (июля) — 18,1 °C (абсолютный максимум — 37 °C); самого холодного (января) — −8 — −7,5 °C (абсолютный минимум — −37 °C). Период активной вегетации растений (с температурой выше 10°С) составляет 144 дня. Среднегодовое количество атмосферных осадков составляет 554 мм, из которых большая часть (285 мм) выпадает в тёплый период. Снежный покров держится в течение 120—130 дней.

### Часовой пояс
Посёлок Александровский, как и вся Брянская область, находится в часовой зоне МСК (московское время). Смещение применяемого времени относительно UTC составляет +3:00.

## История
Упоминается с середины XIX века как хутор; входил в состав Ляличской волости Суражского уезда. 
С 1920-х годов до 1960 в Глуховском сельсовете, затем в Старокисловском. Решением Брянского облисполкома 13 апреля 1966 года переданы поселки Евсеевский, Алешин, Лебедин, Александровский, Колесников и деревня Глуховка Старокисловского сельсовета Суражского района в ведение Ляличского сельсовета того же района. В Ляличском сельсовете до 1976 года, позднее вновь в Старокисловском, в 1992-2005 в Каменском. В середине XX века - колхоз "Красная заря".

## Население
| 2010 | 2013 |
| ---- | ---- |
| 10   | →10  |

### Национальный состав
120 человек (1926), в национальной структуре населения русские составляли 95 % из 22 человек (2002).